# Jorge de Hesse-Darmstadt
Jorge de Hesse-Darmstadt, conocido también como Jorge de Darmstadt, Príncipe de Hesse, Príncipe de Darmstadt o Príncipe de Hesse-Darmstadt (Darmstadt, 1669-Barcelona, 14 de septiembre de 1705), fue un príncipe y militar alemán, hijo del landgrave de Hesse-Darmstadt. Fue también virrey de Cataluña (1698-1701), comandante del ejército austriaco durante la guerra de sucesión española (1701-1705) y gobernador de Gibraltar (1704-1705).

## Biografía
Era el segundo hijo del landgrave Luis VI de Hesse-Darmstadt y de su segunda mujer, Isabel Dorotea de Sajonia-Gotha-Altenburg. Desde muy joven escogió la carrera militar y en 1685 inició junto a su hermano Ernesto Luis, futuro landgrave de Hesse-Darmstadt, un viaje de formación por diversas ciudades europeas (Basilea, Estrasburgo, Lyon y París).
Dos años después, en 1687 volvieron a Darmstadt, pero el príncipe Jorge, siguiendo la tradición de su familia decidió ponerse bajo la protección del emperador enrolándose en el ejército de los Habsburgo. En aquellos momentos el Imperio vivía momentos difíciles asediado en sus fronteras occidentales por los franceses y en las orientales por los otomanos.
Darmstadt fue destinado al cuartel general del elector de Baviera para luchar contra los turcos en Hungría, tomando parte con 18 años en la Batalla de Mohács (12 de agosto de 1687) que frenó la expansión otomana en Europa. Allí conoció al coronel de ingenieros del ejército imperial Joan Baptista Basset, que sería el principal dirigente austracista del Reino de Valencia durante la guerra de sucesión española.
En aquel tiempo también Venecia sufría los ataques turcos, por lo que el padre del príncipe Darmstadt decidió organizar y financiar un regimiento de 1000 hombres para ayudar a los venecianos. Al año siguiente (1688) el príncipe fue ascendido al grado de oberst (coronel) y puesto bajo las órdenes del barón Sparre. La ofensiva tuvo lugar entre Morea y Negroponte (Grecia) y se prolongó durante dos meses. A pesar de todo, la campaña fue un desastre: los turcos arrasaron a los venecianos y sus aliados, y el príncipe Darmstadt cayó herido.
Tras estos hechos volvió a Darmstadt para recuperarse de sus heridas, pero el emperador Leopoldo I, que estaba decidido a terminar con las pretensiones anexionistas de Luis XIV, había formado junto con la Monarquía Católica española, Suecia y varios príncipes alemanes la Liga de Augsburgo (1685). Durante la campaña alemana de la guerra de los Nueve Años, el príncipe Darmstadt participó en la Batalla de Bonn, en la que la ciudad fue liberada de las tropas francesas.
Posteriormente, se enroló en los ejércitos del rey Guillermo III de Inglaterra en la campaña irlandesa (1690-1691) para frenar el apoyo francés a los partidarios del derrocado Jacobo II. Durante este tiempo estableció además fuertes vínculos con la nobleza irlandesa e inglesa, que posteriormente serían muy importantes durante la guerra de sucesión española. Tras su experiencia irlandesa se convirtió al catolicismo.
Tras la campaña irlandesa, el príncipe Darmstadt se reincorporó a los ejércitos imperiales. Ascendido al grado de Generalfeldwachtmeister (sargento general) con solo 24 años de edad, el emperador puso bajo sus órdenes a un regimiento que fue destinado de nuevo a combatir en el frente turco de Hungría bajo el mando del margrave Luis Guillermo de Baden, uno de los más grandes generales de la época.
En 1695, el emperador Leopoldo I decidió enviar al príncipe Darmstadt con sus regimientos a Madrid, situándolo al lado de su prima, la reina Mariana de Neoburgo, para evitar cualquier intento de recluirla o de expulsarla o cualquier golpe de Estado por parte de los partidarios de una sucesión borbónica o bavierista dirigidos por el cardenal Portocarrero.
En 1697 se distinguió en la defensa de Barcelona, a donde había llegado al frente de 2000 soldados imperiales, acompañado de Basset que ocupaba un lugar destacado en su estado mayor. Durante el asedio de la ciudad condal por el ejército francés del duque de Vendôme apoyó a las instituciones catalanas dispuestas a resistir frente a la postura capitulacionista defendida por el virrey de Cataluña Francisco Antonio Fernández de Velasco y Tovar. La ciudad fue rendida el 10 de agosto de 1697 por el nuevo virrey Diego Hurtado de Mendoza y Sandoval, conde de la Corzana.
Tras la firma de la paz de Ryswick que puso fin a la guerra de los Nueve Años, el rey Carlos II de España lo nombró virrey de Cataluña el 6 de febrero de 1698, además de investirlo con la grandeza de España y el Toisón de Oro. Durante el desempeño del cargo alcanzó una gran popularidad gracias al apoyo que dio a las instituciones catalanas en su histórica reivindicación de recuperar el control de la insaculación para designar a los miembros de la Diputación del General y del Consejo de Ciento, dos de los Tres Comunes de Cataluña, además de intentar resolver el controvertido tema de los alojamientos de tropas en Cataluña. Asimismo reclamó más medios para defender Cataluña de los ataques franceses y aumentó los aranceles de los tejidos de lana y de seda franceses para proteger la manufactura catalana. Llegó a asistir incluso a una de las reuniones de la «Academia de los Desconfiados» que agrupaba a los miembros de la élite catalana más firmes partidarios de la Casa de Austria, en un momento en que se dilucidaba en la corte de Madrid quién sería el sucesor de Carlos II.
En cuanto Felipe de Anjou ocupó el trono en febrero de 1701, lo destituyó de su cargo de virrey y dos meses después lo expulsó de sus dominios. "Darmstadt vendió sus muebles y objetos de valor y partió para Austria. Desde aquel momento, el príncipe se convirtió en el promotor más activo y cualificado de la causa del Archiduque entre austríacos, ingleses y austracistas catalanes". De hecho fue uno de los promotores del Tratado de La Haya, firmado el 7 de septiembre de 1701, que dio nacimiento a la Gran Alianza antiborbónica, que formará uno de los dos bandos de la guerra de sucesión española. Junto con el almirante de Castilla consiguió asimismo convencer al rey Pedro II de Portugal para que abandonara su alianza con los Borbones y se pasara al bando aliado.
Acompañó a Lisboa al archiduque Carlos, recién proclamado en Viena Carlos III rey de España, pero allí aparecieron pronto sus desavenencias y desconfianzas con el almirante de Castilla, convertido en el principal consejero de Carlos III, por lo que fue destinado junto con el almirante George Rooke a bordo de la flota angloholandesa del Mediterráneo.
En 1704 dirigió, junto con el almirante inglés Rooke, el fracasado desembarco de Barcelona y después el ataque a Gibraltar (4 de agosto de 1704), que se saldó con la toma de la plaza en nombre del archiduque.
Poco después comandó un ataque a Ceuta, el cual fue rechazado por su gobernador, el marqués de Gironella. Entre septiembre de 1704 y abril de 1705 defendió la plaza ante el asedio franco-español, permaneciendo en ella tras el final del sitio hasta el verano de dicho año. El archiduque Carlos, en su trayecto desde Lisboa hacia los territorios de la Corona de Aragón, hizo escala en Gibraltar el 2 de agosto de 1705. El príncipe de Hesse se unió a su flota con dos regimientos.
Murió el 14 de septiembre de 1705 durante el sitio de Barcelona (en el asalto al castillo de Montjuic: una bala le destrozó una arteria del muslo y falleció a consecuencia de la hemorragia), el cual finalizó con la entrada del Archiduque Carlos en la ciudad y su proclamación como Carlos III de Aragón.

## Reconocimientos
Una de las islas del archipiélago ártico Tierra de Francisco José lleva su nombre, Tierra de Jorge.